# Hari Singh Gour
Sir Hari Singh Gour (26 de novembro de 1870 - 25 de dezembro de 1949) foi um destacado advogado, jurista, educador, reformador social, poeta e romancista. Gour foi o primeiro vice-chanceler da Universidade de Delhi e da Universidade de Nagpur, fundador e vice-chanceler da Universidade de Sagar, vice-presidente da Assembleia Legislativa Central da Índia Britânica, um delegado indiano ao Comitê Parlamentar Conjunto, um membro do o Comitê Central Indiano associado à Comissão Real sobre a Constituição Indiana (popularmente conhecida como Comissão Simon), e um Fellow da Royal Society of Literature.

## Primeiros anos
Hari Singh Gour nasceu em 26 de novembro de 1870 em uma família pobre perto de Sagar, no estado de Madhya Pradesh. A família precisava ser sustentada pelo irmão mais velho de Hari Singh, que fornecia uma mesada de 50 rúpias por mês. O pai de Hari Singh era carpinteiro e fazendeiro, mas o menino não tinha interesse nesse comércio. Aos dez anos, Hari Singh ganhou uma bolsa de duas rúpias por mês, o que lhe permitiu frequentar uma escola noturna em Sagar. Mais tarde, com a ajuda de outra bolsa, ele foi para Jabalpur para continuar seus estudos. Matemática era sua matéria preferida e por isso recebeu um prêmio especial. Em Jabalpur, ele foi para a matrícula, mas falhou na primeira vez porque ficou profundamente perturbado por alguém roubar seu anel de ouro que ele trouxe economizando 10 rúpias de todas as suas bolsas. Mas na segunda vez ele passou com boas notas. Ele passou no exame intermediário do Hislop College, Nagpur, uma instituição religiosa gratuita, ficando em primeiro lugar em toda a província.

## Educação
Quando tinha 18 anos, Hari Singh Gour foi para a Universidade de Cambridge, na Inglaterra, onde fez Tripos de Ciências Morais e Tripos de Direito. Infelizmente, o jovem Hari Singh experimentou muito racismo quando estudante e ao longo de sua vida. Ele participou de uma competição de matemática, cujo resultado não foi declarado. Alguns anos após a obtenção do LL.D. ficou sabendo que a bolsa concedida no concurso não era concedida a estrangeiros, principalmente "negros", como os Indianos eram chamados pelos ingleses. Como Hari Singh ficou em primeiro lugar na competição, a bolsa acabou não sendo concedida a ninguém. Teve tratamento semelhante em outras situações e competições acadêmicas, porém nunca deixou que esse tratamento injusto dos ingleses o desanimasse. Em vez disso, ele começou a escrever poesia. Na verdade, enquanto estava na Inglaterra, ele veio a ser conhecido nos círculos literários como um poeta promissor, familiarizando-se com gente como George Bernard Shaw. Ele escreveu um livro de poesia intitulado Stepping Westward and Other Poems, devido ao qual ele se tornou uma espécie de celebridade e, portanto, foi selecionado um membro da Royal Society of Literature.
Ele foi admitido como um aposentado no Downing College, Cambridge, em 5 de junho de 1889. Gour recebeu seu BA em 1892; o MA em 1896; LL.M. em 1902; e finalmente o LL.D. em 1908. Depois de seu tempo em Cambridge, ele leu para o D.Litt. e LL.D. no Trinity College, Dublin. Ele recebeu um honorário D.Litt. da Universidade de Delhi, onde atuou como o primeiro vice-chanceler da instituição.

## Carreira
Em seu retorno à Índia, ele se tornou um advogado de sucesso em Raipur. Ele foi chamado para o Bar, Inner Temple em 26 de novembro de 1872. Gour praticou nos Tribunais Superiores da Índia, incluindo as Províncias Centrais, Calcutá e Allahabad. Ele escreveu duas obras monumentais, The Law of Transfer in British India e The Penal Law of India. Outro livro intitulado Hindu Law Code publicado mais tarde aumentou sua reputação como um grande jurista. Na Assembleia Legislativa Central de 1921, Gour denunciou o sequestro e a repressão das mulheres. Ele também foi um grande reformador social e foi bem sucedido na obtenção de um ato passado para que as mulheres possam ser inscritos como advogados, enquanto seu Casamento Civil Bill de 1923 mostrou que ele era um reformador que pensava à frente de seu tempo. Gour não era apenas um estudioso progressista; ele demonstrou tal pensamento previsional em sua vida pessoal também. Ele se casou com Olivia D/o Balwant Singh de Bhandara. Hari Singh Gour foi nomeado cavaleiro em 1925. O primeiro projeto de lei para a abolição da intocabilidade foi apresentado em 1921 por Hari Singh Gour.
Por sua determinação e diligência combinadas com um dom de oratória, Sir Hari Singh Gour ascendeu a uma posição eminente na cena política. Ele se tornou um líder da oposição e do Partido Nacionalista na Assembleia Legislativa Indiana de 1921 a 1934. Gour também foi presidente da High Court Bar Association em Nagpur e presidente da Hindu Association. Ele foi um delegado indiano na Comissão Parlamentar Conjunta sobre o Projeto de Lei do Governo da Índia em 1933. Ele foi membro da Assembleia Constituinte que elaborou a Constituição da Índia.

### Sobre boa governança
Por ser um acadêmico por excelência, Gour focou na importância da habilidade em Administração e boa governança e isso poderia muito bem se refletir não apenas em seus escritos, mas também em sua conduta. Como advogado e oficial de receita no Tribunal Distrital de Jabalpur em 1893, ele conseguiu resolver 300 casos pendentes em apenas um ano. Seu livro sobre a lei hindu faz referência a 500 livros e mais de 7.000 casos.

### Código Penal Indiano
O Código Penal Indiano foi aprovado pelo Conselho Legislativo da Índia em 6 de outubro de 1860, data em que recebeu o parecer favorável do Governador-Geral. Desde então, o Código Penal Indiano passou a ser a lei do país, com suas emendas e modificações. No entanto, o Código Penal Indiano manteve meios de punição muito severos. Sir Hari Singh Gour se opôs veementemente a tais medidas, declarando: 

Nenhum país civilizado hoje impõe sentenças tão pesadas quanto o Código Penal [indiano]. Sentenças pesadas há muito saíram de moda na Inglaterra e a ordem de santidade e perfeição anexada ao Código Penal não deve impedir as legislaturas indígenas de revisar completamente as sentenças, colocando-as em conformidade com os padrões civilizados modernos.
O Código Penal indiano foi "draconiano em sua severidade no que diz respeito à punição", de acordo com Gour, que acreditava firmemente que o confinamento em solitária como forma de punição sob a seção 73 do Código Penal indiano carecia de base racional. O confinamento solitário foi abolido na Inglaterra e Gour afirmou que estaria de acordo com a cultura civilizada da Índia eliminar esse tipo de punição - uma marca desumana ironicamente deixada pelos próprios colonialistas britânicos no Código Penal.

### Lei de idade de consentimento
O Ato de Idade de Consentimento de 1891 estabeleceu que a idade mínima de consentimento dentro do casamento para meninas deveria ser de 12 anos. Em 1922, Rai Bahadur Bakshi Sohan Lal propôs que a idade de consentimento fosse aumentada de 12 para 14. Esta moção foi derrotada. Depois em 1924, Sir Hari Singh Gour trouxe a questão da idade de consentimento de volta ao Legislativo com uma proposta semelhante para aumentar a idade mínima de 12 para 14 anos para meninas. Após emendas e a nomeação de um comitê seleto, o projeto de lei de Gour foi aprovado para aumentar a idade de consentimento dentro do casamento para 13 anos para meninas em 1925.
Em março de 1928, Gour, que sempre foi um defensor ferrenho dos projetos de lei sobre a idade de consentimento, apelou para a importância de compreender os padrões da psicologia clínica moderna e apontou os problemas emocionais do casamento precoce, como a incidência de poligamia à medida que os noivos cresciam e decidiam que desejavam parceiros mais compatíveis, possível ocorrência de suicídio e morte precoce e, em geral, infelicidade conjugal para ambos os parceiros.
Em 1929, seu livro intitulado "Sprit of Buddhism" foi publicado e teve um grande impacto em vários países budistas, como Japão e Srilanka. Dr. Gour homenageado como Dharm Guru no Japão. Também foi dito que o Dr. Ambedkar também se inspirou neste livro.

## Legado

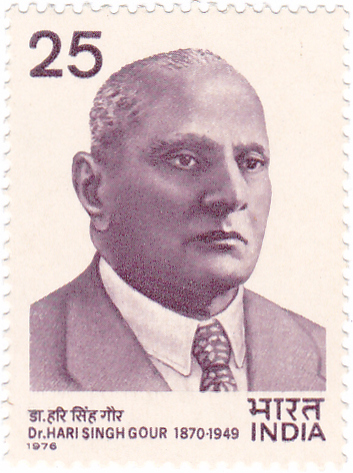
Hari Singh Gour em um selo da Índia de 1976

Além de ser um grande advogado e jurista, o Dr. Gour também foi um grande educador. Ele organizou a Universidade de Delhi como seu primeiro vice-chanceler e foi vice-chanceler da Universidade de Nagpur por dois mandatos sucessivos. De suas contribuições mais importantes foi a fundação da Universidade de Sagar, agora oficialmente conhecida como Dr. Hari Singh Gour University, a universidade mais antiga do estado de Madhya Pradesh, em 1946 para a qual ele fez uma generosa doação. Ele começou a Universidade de Sagar com 2  milhões e deu cerca de dois crores em propriedades como uma doação à Universidade. Ele se tornou o primeiro vice-chanceler da Universidade de Sagar e ocupou esse cargo até sua morte em 25 de dezembro de 1949. Ele legou a maior parte das economias de sua vida, uma grande fortuna, para a Universidade de Sagar. O novo campus desta universidade, situado no cume das Colinas Patharia com uma vista panorâmica da cidade e do lago, foi construído em grande parte com a benção de Hari Singh Gour.
Ele conquistou muito, superando a pobreza inicial e a discriminação duradoura. Por exemplo, em 1941, Gour foi recusado por um hotel na Inglaterra por causa de sua raça. O Departamento de Correios e Telégrafos da Índia emitiu um selo comemorativo do Dr. Hari Singh Gour em 26 de novembro de 1976. O Conselho de ciência e tecnologia de Madhya Pradesh oferece o prêmio estadual Dr. Hari Singh Gour no campo das ciências sociais.

## Trabalhos selecionados
- The Transfer of Property in British India: Being an Analytical Commentary on the Transfer of Property Act, 1882 as Amended ..., Published by Thacker, Spink, 1901.
- The Law of Transfer in British India, Vol. 1–3 (1902)
- The Penal Law of India, Vol. 1–2 (1909)
- Hindu Code (1919)
- India and the New Constitution (1947)
- Renaissance of India (1942)
- The Spirit of Buddhism (1929)
- His only Love (1929)
- Random Rhymes (1892)
- Facts and Fancies (1948)
- Seven Lives (1944)
- India and the New Constitution (1947)
- Letters from Heaven
- Lost Soul
- Passing Clouds